# ユルアニ?
『ユルアニ?』（yuruani?）は、日本テレビほかにて2011年4月12日から10月4日まで放送されていた日本のテレビアニメである。本作のアニメではプレスコが採用されている。

## 概要
講談社の漫画雑誌で連載されている漫画作品6作品と、日本テレビの看板報道番組『NEWS ZERO』とコラボレーションしたオリジナル1作品で構成される、オムニバスバラエティアニメ枠。制作は『秘密結社鷹の爪』など自由奔放な制作スタイルで数々の話題作を世に放つディー・エル・イー（DLE）。「ハトのおよめさん」以外の作品は全てFLASHアニメ。当初は波打際のむろみさんが放送予定であったが放送開始直前に東日本大震災が起こったことから企画が流れている
本枠のマスコットキャラクターとして、「ユル兄さん」という人型のキャラクターが進行役として登場する。（アニメーションはべんぴねこが担当）。15話よりベビアニちゃんが登場。

### 放送順
8話より「元気!!江古田ちゃん」と「週刊シマコー」を入れ替え。12話より「だぶるじぇい」が放送開始。
| 放送順 | 1-7話                   | 8-11話                  | 12-22話                   |
| ------ | ----------------------- | ----------------------- | ------------------------- |
| 1      | 元気!!江古田ちゃん      | 週刊シマコー            | その時、シマコーが動いた! |
| 2      | 汐留ケーブルテレビ      | 汐留ケーブルテレビ      | 汐留ケーブルテレビ        |
|        |                         |                         | プ〜ねこ小劇場            |
| 3      | ハトのおよめさん        | ハトのおよめさん        | だぶるじぇい              |
| 4      | ほんとにあった!霊媒先生 | ほんとにあった!霊媒先生 | ほんとにあった!霊媒先生   |
|        |                         |                         | プ〜ねこ小劇場            |
| 5      | 週刊シマコー            | 元気!!江古田ちゃん      | 元気!!江古田ちゃん        |
| 6(ED)  | プ〜ねこ                | プ〜ねこ                | ハトのおよめさん          |

## 元気!!江古田ちゃん
原作は『臨死!!江古田ちゃん』。『ユルアニ?』の前に放送されていた実写ドラマ版に引き続き、アニメ版が放送される。タイトルは異なるが、内容に関してはほとんど原作通りとなっている。

### キャスト（江古田ちゃん）
- 江古田ちゃん - 平岩紙
- 友人M - 愛河里花子
- マーくん - 岡本信彦
- 猛禽、新人、リンダ - ささきのぞみ
- 翼の折れた猛禽、凡女 - 亜沙
- クレーマー、信者くん - べんぴねこ
- お姉ちゃん、アナウンサー - 星河舞
- ナレーション、上司 - 長嶝高士

### スタッフ（江古田ちゃん）
- 原作 - 瀧波ユカリ
- 編集 - 西谷尚隆
- 音楽制作 - sin
- グラフィックデザイン - 徳永純子
- 作画 - 百成一、小川忍、岸川達、北山恵子、鈴木隆輔（22話）
- 作画監督 - 直谷たかし
- アニメーション協力 - about17、スタジオ藍丸

### 主題歌（江古田ちゃん）
オープニングテーマ「××!! 江古田ちゃんのテーマ」
作詞・作曲・編曲 - sin / 歌 - べんぴねこ
エンディングテーマ「CROSS」
作詞 - nishi-ken、gichi-ohtsuka / 作曲・編曲 - nishi-ken / 歌 -宇都宮隆

### 各話リスト（江古田ちゃん）
| 話数 | サブタイトル       | 脚本                | 監督       |
| ---- | ------------------ | ------------------- | ---------- |
| #1   | 江古田ちゃんご紹介 | べんぴねこ          | べんぴねこ |
| #2   | 嘘                 | べんぴねこ          | べんぴねこ |
| #3   | こどもとおとな     | べんぴねこ          | べんぴねこ |
| #4   | 猛禽図鑑           | べんぴねこ          | べんぴねこ |
| #5   | 未来予想図         | べんぴねこ          | べんぴねこ |
| #6   | ハケンのたたかい   | べんぴねこ          | べんぴねこ |
| #7   | 肉体派             | べんぴねこ          | べんぴねこ |
| #8   | ランキング         | べんぴねこ          | べんぴねこ |
| #9   | わかりあう         | べんぴねこ          | べんぴねこ |
| #10  | ケンカ上等         | べんぴねこ 村上大樹 | べんぴねこ |
| #11  | ポジティブ         | べんぴねこ 村上大樹 | べんぴねこ |
| #12  | ナマケモノ         | 村上大樹            | 栗原ハジメ |
| #13  | 女傑気取り         | 村上大樹            | 千田宏     |
| #14  | シンデレラ         | 村上大樹            | 栗原ハジメ |
| #15  | 運命               | 村上大樹            | 千田宏     |
| #16  | モテたい           | 村上大樹            | 栗原ハジメ |
| #17  | 恋と愛             | 村上大樹            | 千田宏     |
| #18  | PRIDE              | 村上大樹            | 栗原ハジメ |
| #19  | 実は…              | 村上大樹            | 千田宏     |
| #20  | タフ               | 村上大樹            | 栗原ハジメ |
| #21  | 気づいて!?         | 村上大樹            | 千田宏     |
| #22  | さよなら           | べんぴねこ          | べんぴねこ |

## 汐留ケーブルテレビ
「汐留ケーブルテレビ」（しおどめケーブルテレビ）は、FROGMAN制作によるFLASHアニメーション。
概要に記載した通り、『NEWS ZERO』とコラボレーションしており、随所にそれを彷彿とさせる要素も垣間見られるが、ストーリー自体にはあまり関わりはない。
本作では「本来『NEWS ZERO』は汐留ケーブルテレビで15年放送し続けているニュース番組のタイトルだったのだが、7年前に日テレが汐留に越して来た際に勝手に『NEWS ZERO』という同じ題名のニュース番組を始めた」という設定になっているが、これはフィクションである。なお汐留ケーブルテレビの『NEWS ZERO』はここ数年ニュースが文字通り「ZERO」で、現在では適当に撮り集めた面白映像を流すだけの番組と化している。第12話より汐留ケーブルテレビから汐留テレビに社名が変わり『NEWS ZERO』の下請けとなるものの、内容はほぼ変わらず。

### ストーリー（汐留）
報道マン・竹芝爽太は『NEWS ZERO』を手がける意気込みに燃えて日テレのある汐留に転職して来たが、そこは社長が仏像で、ヘビやカエルが社員という妙な会社。実は彼の転職先は日テレ『NEWS ZERO』制作チームではなく、潰れる寸前のケーブルテレビ局・汐留ケーブルテレビの『NEWS ZERO』（以下「汐留『NEWS ZERO』」）だった。仏像社長に懸命に引き止められるも、その場を去ろうとする竹芝だが、ヘビのニョロ山局長の毒牙にかかり、以後は血清が欲しければ超特大スクープを入手しろという条件で汐留『NEWS ZERO』のニュース取材をする日々を送る。

### 主要登場キャラクター（汐留）
竹芝 爽太（たけしば そうた）
主人公。元・ヒノエウマテレビ局報道部から勘違いで汐留ケーブルテレビに来ることになったテレビマン。マイペースで常識外れの他のメンツに振り回されることが多い。
円空社長（えんくう しゃちょう）
汐留ケーブルテレビのオーナー社長である仏像。木製で、つぶやきミニブログ「ツイツイヨケイナコトイッター」で炎上すると、自身も黒焦げになる。15年前に開局し当時は6000世帯いた加入者が現在では6世帯に激減、存亡の危機にある会社を立て直したいと願い、竹芝をスカウトした。汐留『NEWS ZERO』で超特大スクープを報道してピューリッツァー賞を取り、日テレの『NEWS ZERO』の鼻をあかしたいという夢をもつ。妻と昔の女からは良く思われていないらしく、「ツイツイヨケイナコトイッター」でフォローされ、挨拶ですら炎上する。竹芝にはあまり受けない駄洒落を連発することが多い。
副業としてインド風居酒屋チェーン店「カーマ・スートラ」も経営しており、こちらは大きな利益を上げている。その上がりで汐留ケーブルテレビは辛うじて存続している。
人柱 京子（ひとばしら きょうこ）
汐留『NEWS ZERO』のキャスターを務めるアルバイト女性（時給550円）。現役の女子高生。汐留ケーブルテレビの紅一点。それなりに報道マンとしてのプライドと正義感を持っているようだが、どこかずれている。
ニョロ山局長（ニョロやま きょくちょう）
汐留『NEWS ZERO』を担当する、体色が黄色で立派なひげを生やし、シルクハットを粋にかぶったヘビの局長。彼に咬まれると遅効性の毒が全身に回り、3か月で死に至るとされている。金運上昇を願って、社長が採用した。経理・総務担当。妻と就職氷河期で冬眠中の息子がいる。侘介を非常食だと思っている。侘介の母親が死去したときも、死体を「おいしくいただいた」と語る。ときどき脱皮する。
川津 侘介（かわつ わびすけ）
汐留ケーブルテレビ報道部のカメラマンであるカエル。カエルだけに腰が低い。よく撮影機材に咬まれる。

### キャスト（汐留）
- 人柱京子、氷川冷子 - 相沢舞
- それ以外 - FROGMAN
- ガラ太郎、ハブ子 - 賀屋侑子（第6話）

### スタッフ（汐留）
- 原案 - 日本テレビ
- 音楽 - manzo
- 音楽協力 - ティー・オー・ピー
- 作画 - 斎藤晃弘、佐藤充夫
- 監督・脚本・キャラクターデザイン - FROGMAN

### 主題歌（汐留）
「Midnight ON AIR」（第9-22話）
作詞・作曲・編曲 - manzo / 歌 -人柱京子（相沢舞）
第8話まではオフヴォーカルで9話より歌詞がついた。

### 各話リスト（汐留）
| 話数    | サブタイトル                         |
| ------- | ------------------------------------ |
| #01     | 報道の自由                           |
| #02     | スマートフォン最前線                 |
| #03     | スポーツニュース                     |
| #04     | 追求!食べられないラー油              |
| #05     | 侘助のカメラ修行                     |
| #06     | 爬虫類の就職難                       |
| #07     | つぶやく人々                         |
| #08     | 念写プリクラ                         |
| #09     | 偽高校生レストラン                   |
| #10     | さよなら、汐留ニュースゼロ 前編      |
| #11     | さよなら、汐留ニュースゼロ 後編      |
| #12     | エシカル最前線                       |
| #13     | 韓流スター                           |
| #14     | 検証!在宅ワーク                      |
| #15     | 伝説の山ガール                       |
| #16     | ハイパークールビズ                   |
| （#16） | 子役職人                             |
| #17     | フェイスブック                       |
| #18     | 将棋ガール                           |
| #19     | ランニング合コン                     |
| #20     | 自由研究                             |
| #21     | 町おこし大作戦                       |
| #22     | ホントにさよなら、汐留ケーブルテレビ |

読売テレビでは#13「韓流スター」がカットされ、#14が放送された。以降、「汐留」のみ他局より1話先行で放送されたが、他局の#17に相当する回で「子役職人」が放映され、それ以降先行状態は解消された。「子役職人」は読売テレビのみで他局では放送されなかった。DVD第7巻では「韓流スター」が未収録となり「子役職人」が収録された。

## ハトのおよめさん
原作は『ハトのおよめさん』。若林正恭（オードリー）が歌う調子の外れた歌に乗せて原作の主人公「ハトのヨメ」が飛び回り、ところ構わず「ハトビーム」を発射するミュージックビデオ風アニメ。「瀬戸の花嫁」はオンエア以外での楽曲カバー申請許諾がされない可能性が高かったが、若林との交流もあった作曲者の平尾昌晃からの承諾により着うた配信もされている。DVDには諸般の事情により収録できずカラオケでの収録となった。
第12回放送より番組最後の放送となりエンディングテーマ扱いとなった。

### 主題歌（ハトよめ）
「お嫁においで」（1-4話）
歌 - 若林正恭（オードリー） / 作詞 - 岩谷時子 / 作曲 - 弾厚作 / 編曲 - サカモト教授
「瀬戸の花嫁」（5-11話）
歌 - 若林正恭（オードリー） / 作詞 - 山上路夫 / 作曲 - 平尾昌晃 / 編曲 - サカモト教授
「HEART 〜鳩とお嫁さん〜」（12-20、22話）
作詞 - むく七鳩十  / 作曲・編曲 - サカモト教授 / 歌 - 若林正恭（オードリー）
「HEART 〜鳩とお嫁さん〜 ゲストお手本歌唱バージョン」（21話）
作詞 - むく七鳩十  / 作曲・編曲 - サカモト教授 / ゲストお手本歌唱 - 樋口了一

### スタッフ（ハトよめ）
第12話よりクレジット
- 原作 - ハグキ『ハトのおよめさん』
- 編集 - 増田大祐
- CGアニメーション - 渡辺あきな
- アニメーション協力 - happyproject.lnc.
- 監督 - 田上キミノリ

## ほんとにあった!霊媒先生
原作は『ほんとにあった!霊媒先生』。少年漫画誌『月刊少年ライバル』に連載されている作品。概ね原作通りのアニメ化。

## 週刊シマコー / その時、シマコーが動いた!
原作は『課長島耕作』をはじめとする「島耕作シリーズ」。「島耕作」というキャラクターや一部設定を使った、原典とはほとんど関わりのないシュールなギャグ作品。島耕作がハツシバ電機南極基地に置き去りにされるなど、島耕作の置かれた状況が毎回変わり、肩書きもそのつど変わる。
第12話より「その時、シマコーが動いた!」に改題。NHK総合テレビジョン放映の『その時歴史が動いた』のパロディで、史実の陰で島耕作が介入していたという内容。

### キャスト（シマコー）
- 島耕作、他 - FROGMAN
- 久美子、久子、ベティ、他 - 亜沙
- 菊田 - 坂本頼光（10話）

- トノヤマ マツヘイ（「その時、シマコーが動いた!」の司会者） - FROGMAN
- 南雲淳子（「その時、シマコーが動いた!」のアシスタント） - 亜沙

### スタッフ（シマコー）
- 原作 - 弘兼憲史
- 編集 - 都丸尚史、山口晋平
- 音楽制作 - manzo
- 音楽協力 - ティー・オー・ビー
- 作画 - 斎藤晃弘、佐藤充夫
- 監督・脚本 - FROGMAN

### 各話リスト（シマコー）
| 話数                      | サブタイトル         |
| 週刊シマコー              | 週刊シマコー         |
| ------------------------- | -------------------- |
| お試し版                  | 大怪獣島耕作の巻     |
| #1                        | 南極島耕作           |
| #2                        | 海賊島耕作           |
| #3                        | はやぶさ島耕作       |
| #4                        | 養殖島耕作           |
| #5                        | 課長鳥耕作           |
| #6                        | トイレの島耕作       |
| #7                        | ダンクシュート島耕作 |
| #8                        | 機関車コーサク       |
| #9                        | 豆の木と島耕作       |
| #10                       | 大喜利島耕作         |
| #11                       | 写経島耕作           |
| その時、シマコーが動いた! |                      |
| #12                       | 本能寺の変           |
| #13                       | ミラノ勅令           |
| #14                       | 稲作の伝来           |
| #15                       | コロンブスの卵       |
| #16                       | トロイの木馬         |
| #17                       | フランス革命         |
| #18                       | 電球の発明           |
| #19                       | 忠犬ハチ公           |
| #20                       | 地動説               |
| #21                       | 人類初の二足歩行     |
| #22                       | シマコーのアニメ化   |

## プ〜ねこ / プ〜ねこ小劇場
原作は北道正幸の『プ〜ねこ』。主題歌をバックに吹き出しで台詞が表現されるので声優は存在しない。4コマ漫画がアニメ化されているが、#10まではヒロインのモコちゃんが最後に見ているテレビの映像としてストーリー仕立ての作品が断片的に映像化されていた。必ず番組の最後に放送され、事実上のエンディングアニメ扱い（番組オープニング・ユル兄さんなどのスタッフなど番組全体のスタッフについても、この作品中にテロップ表記される）。
第12話より「プ〜ねこ小劇場」に改題。他のアニメの間に挿入する形で放送し、4コマ漫画から声の付いたFLASHアニメに変更されている。

### キャスト（プ〜ねこ）
第12話以降のキャスト。
- 斎藤千和
- 後藤ヒロキ

### スタッフ（プ〜ねこ）
- 原作 - 北道正幸
- 編集 - 矢作誠
- アニメーション - 鈴木隆輔

### 主題歌（プ〜ねこ）
エンディングテーマ「Ok hak kaa」（1-10話）
作詞 - S-TAR / 作曲 - ラット・ジャイジュタームーン / 編曲 - タナーコム・ピタックソンクラーム / 歌 - Neko Jump
エンディングテーマ「I can Friday!」（11話）
作詞・作曲・編曲 - sin / 歌 - Neko Jump
テーマソング「アイコトバ (Love's PASSWORD)」（12- 話）
作詞・作曲・編曲 - sin / 歌 - Neko Jump

### 各話リスト（プ〜ねこ）
| 話数           | エピソード                     |
| プ〜ねこ       | プ〜ねこ                       |
| -------------- | ------------------------------ |
| #1             | 驕りゆくパパ                   |
| #1             | アイデンティティー             |
| #1             | パパパ試験                     |
| #2             | オバケの白べえ                 |
| #2             | ドリームチーム                 |
| #2             | 新オバケの白べえ               |
| #3             | 3兄弟                          |
| #3             | お望みの死                     |
| #3             | 死へのカウントダウン           |
| #4             | 黄金週間（ゴールデンウィーク） |
| #4             | 今日のモコちゃん               |
| #4             | がんばれ書生くん               |
| #5             | ふり                           |
| #5             | Mr.ニャンコレディブル          |
| #5             | きまぐれクッキング             |
| #6             | 文豪先生                       |
| #6             | Mr.ニャンコレディブル          |
| #6             | ぶっちゃけトーク               |
| #7             | ミニチュア解説                 |
| #7             | 猫善説                         |
| #7             | トラウマモコ                   |
| #8             | ドス猫親分                     |
| #8             | スミッコスモ星人               |
| #8             | ワイルドキャッツ               |
| #9             | マジョコさん                   |
| #9             | 栄光の掛け橋                   |
| #9             | 第2の魔法                      |
| #10            | ネコナデ貯金                   |
| #10            | 大サービス                     |
| #10            | 時の旅人                       |
| #11            | ミネストローネ風パパ           |
| #11            | コピーライト                   |
| #11            | 吉兆                           |
| プ〜ねこ小劇場 |                                |
| #12            | とびだし注意                   |
| #12            | セミとキリギリス               |
| #13            | ホコリの問題                   |
| #13            | 通貨統合                       |
| #14            | 忍者猫                         |
| #14            | 居候記念日                     |
| #15            | ナイーブ物語                   |
| #15            | グルメキャット                 |
| #16            | あたたかい                     |
| #16            | 進行状況                       |
| #17            | 3つの願い                      |
| #17            | 魂チョイス                     |
| #18            | サイン                         |
| #18            | オバケ能力                     |
| #19            | スミッコスモ星人               |
| #19            | アキレスと亀                   |
| #20            | 魔女っ子ステッキ               |
| #20            | 涙の女                         |
| #21            | 課長代理                       |
| #21            | 文豪先生                       |
| #22            | 応援演説                       |
| #22            | 宝くじ                         |

## だぶるじぇい
原作は『だぶるじぇい』。放送第12回目より放送。

## 共通スタッフ
- 音響監督 - はたしょう二
- プロデューサー - 植野浩之、大橋隆昭
- 企画・制作 - 日本テレビ
- 製作著作 - 「ユルアニ?」製作委員会（D.N.ドリームパートナーズ、講談社、キングレコード、ディー・エル・イー、バップ、フォアキャスト・コミュニケーションズ）

## 放送局
| 放送地域   | 放送局     | 放送期間                | 放送日時           | 備考             |
| ---------- | ---------- | ----------------------- | ------------------ | ---------------- |
| 関東広域圏 | 日本テレビ | 2011年4月12日 - 9月13日 | 火曜 25:29 - 25:59 | 制作局           |
| 近畿広域圏 | 読売テレビ | 2011年4月18日 - 9月19日 | 月曜 27:14 - 27:44 | MONDAY PARK第4部 |
| 福岡県     | 福岡放送   | 2011年4月26日 - 10月4日 | 火曜 26:04 - 26:34 |                  |

## 関連商品

### DVD
放送作品をすべて収録したものが全10巻、『ハトのおよめさん』『プ～ねこ』以外の作品は各作品単体のものが発売されている。Blu-rayの情報ページもあるが更新はされておらず未発売となっている。

#### ユルアニ?（全作品収録）
| 巻 | 発売日         | 収録話            | 規格品番  |
| -- | -------------- | ----------------- | --------- |
| 1  | 2011年7月6日   | 第1 - 3回放送分   | KIBA-1872 |
| 2  | 2011年7月27日  | 第4 - 5回放送分   | KIBA-1873 |
| 3  | 2011年8月10日  | 第6 - 7回放送分   | KIBA-1874 |
| 4  | 2011年8月24日  | 第8 - 9回放送分   | KIBA-1875 |
| 5  | 2011年9月7日   | 第10 - 11回放送分 | KIBA-1876 |
| 6  | 2011年9月21日  | 第12 - 14回放送分 | KIBA-1877 |
| 7  | 2011年10月5日  | 第15 - 16回放送分 | KIBA-1878 |
| 8  | 2011年10月26日 | 第17 - 18回放送分 | KIBA-1879 |
| 9  | 2011年11月9日  | 第19 - 20回放送分 | KIBA-1880 |
| 10 | 2011年11月23日 | 第21 - 22回放送分 | KIBA-1881 |

#### 元気!! 江古田ちゃん
| 巻 | 発売日        | 収録話       | 規格品番  |
| -- | ------------- | ------------ | --------- |
| 1  | 2011年8月24日 | 第1話 - 11話 | KIBA-1883 |
| 2  | 2011年12月7日 | 第12 - 22話  | KIBA-1925 |

#### 汐留ケーブルテレビ
| 巻 | 発売日         | 収録話       | 規格品番  |
| -- | -------------- | ------------ | --------- |
| 1  | 2011年9月21日  | 第1話 - 12話 | KIBA-1885 |
| 2  | 2011年12月21日 | 第13 - 22話  | KIBA-1928 |

#### ほんとにあった!霊媒先生
| 巻 | 発売日        | 収録話        | 規格品番  |
| -- | ------------- | ------------- | --------- |
| 1  | 2011年8月24日 | 第1話 - 11話  | KIBA-1884 |
| 2  | 2011年12月7日 | 第12話 - 22話 | KIBA-1926 |

#### 週刊シマコー / その時、シマコーが動いた!
| 巻 | 発売日         | 収録話        | 規格品番  |
| -- | -------------- | ------------- | --------- |
| 1  | 2011年8月24日  | 第1話 - 11話  | KIBA-1882 |
| 2  | 2011年12月21日 | 第12話 - 22話 | KIBA-1927 |

#### だぶるじぇい
| 巻 | 発売日         | 規格品番  |
| -- | -------------- | --------- |
| 1  | 2011年11月23日 | KIBA-1924 |